# Casablanca (l'Escala)
Casablanca és una casa habilitada com a restaurant al nucli antic de l'Escala (l'Alt Empordà), al sector oest de la Platja, delimitada pels carrers Enric Serra i Pintor Joan Massanet. És una de les construccions que delimiten la Plaça de la Sardana.
Edifici de planta rectangular format per planta baixa i tres pisos, amb la coberta de teula a tres vessants i ràfec de dents de serra. L'edifici, tot i que força reformat, presenta les obertures majoritàriament rectangulars, amb els brancals i les llindes bastits amb carreus de pedra ben desbastats. A la planta baixa hi ha quatre portals de diverses mides. Als pisos hi ha balcons exempts i correguts, amb alguna finestra balconera. L'últim nivell presenta grans obertures rectangulars, a mode de vidriera, de recent construcció. De la façana encarada a mar, destaca una finestra al primer pis, amb l'ampit motllurat i mènsules decoratives als laterals. Damunt seu, a la segona planta, hi ha tres petites obertures d'arc de mig punt. La façana orientada a la plaça presenta una obertura ovalada, bastida amb pedra, a l'extrem nord, i una petita finestra quadrada amb un oval a la llinda, al darrer pis.
La resta de la construcció es troba arrebossada i pintada de blanc. Les cantonades són rematades amb carreus de pedra desbastats, fins al nivell de la segona planta.